# Unruhen von Jaffa
Die Unruhen von Jaffa ereigneten sich vom 1. bis 7. Mai 1921 im Mandatsgebiet Palästina in der von Arabern und Juden bewohnten Stadt Jaffa. Dabei kam es zu Massakern zwischen der Zivilbevölkerung auf beiden Seiten. Kurz darauf gab es Ausschreitungen in Petach Tikwa (5. Mai), Rechovot, (5. Mai) Gedera, Kfar Saba (5. Mai), Tulkarm und Qalqiliya. Dabei fanden nach überwiegender Meinung 47 Juden (davon 43 in Jaffa) und 48 Araber den Tod. 146 Juden und 73 Araber wurden zum Teil schwer verletzt. Der Polizeihistoriker Edward Horne nannte die heute verworfene Zahl von 27 jüdischen und 3 arabischen Toten, britische Geheimdienstdokumente nannten 40 jüdische und 18 arabische Tote.

## Ablauf

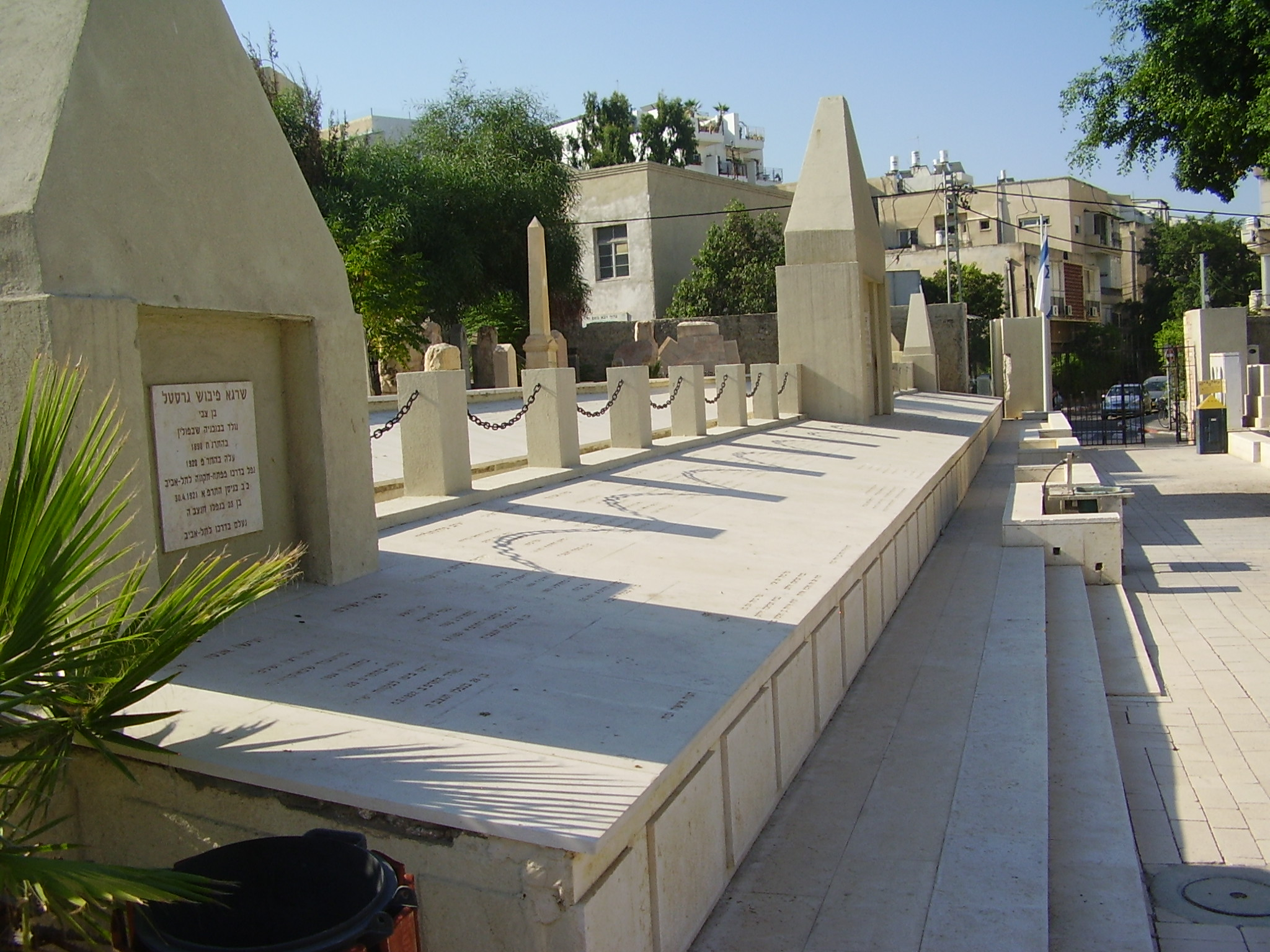
Massengrab für jüdische Opfer der Unruhen von Jaffa auf dem Trumpeldor-Friedhof in Tel Aviv

Anlässlich der Feierlichkeiten zum Ersten Mai 1921 veranstaltete die jüdisch-kommunistische Hebräische Partei Sozialistischer Arbeiter (Mifleget Poʿalim Sozialistijjim ʿIvrit, genannt: Mopsi) einen von den britischen Behörden nicht genehmigten Demonstrationsumzug. Zu ihren Forderungen zählte die Errichtung eines Sowjet in Palästina. Am Vortag hatten kommunistische Aktivisten jiddisch und arabisch verfasste Schriften verteilt. Nun zog ihr Umzug von Jaffa ins benachbarte Tel Aviv, wo es zu Handgreiflichkeiten zwischen den Kommunisten und den Mitgliedern der sozialistischen Partei Achdut haʿAvoda kam, die gleichzeitig eine bewilligte Veranstaltung abhielten. Die Polizei versuchte vergeblich, die beiden Gruppen voneinander zu trennen.
Diese Konfrontation zwang die Mopsi-Mitglieder zum Ausweichen nach Manschiyya, einem Jaffaer Stadtteil, der zwischen der Jaffaer Altstadt und der neuen jüdischen Vorstadt Tel Aviv lag. Viele Araber hatten sich eingefunden. Es waren Gerüchte verbreitet worden, dass Araber gelyncht worden seien.
Daraufhin kam es in Jaffa zu Gewalt und Plünderungen – einem „Pogrom“, so das Yidishes tageblat (3. und 6. Mai 1921) und Forverts (3. Mai 1921) – von Seiten arabischer Zivilisten, nach Zeugenaussagen unter Teilnahme von arabischen Polizisten, gegen jüdische Wohnungen, Läden, Passanten und Einrichtungen, darunter insbesondere ein Neueinwandererheim. Deren Bewohnern war, wegen des Zusammenlebens von Frauen und Männern, zuvor verschiedentlich Unmoral vorgeworfen worden. Männer, Frauen und Kinder wurden mit Knüppeln, Messern, Schwertern und mit vereinzelten Pistolen ermordet. Laut zionistischen Organisationen starb ein weiterer Teil der ermordeten Juden durch die Inbrandsetzung des Einwandererheims.  
In der Nacht vom 1. zum 2. Mai gingen rund 30 jüdische Soldaten, die normalerweise dem britischen Kommando unterstanden, ohne Einwilligung ihres Vorgesetzten nach Jaffa. Ihr direkter Vorgesetzter, der jüdische Colonel Margolin, eilte ihnen nach und versuchte die Unterstützung seiner Hierarchie einzuholen. Der Historiker Michael J. Cohen urteilt, dass ihr Einsatz die Spannungen nur verstärkte. Zur gleichen Zeit blieb es in Jerusalem ruhig.
Am Folgetag setzten sich die Ausschreitungen fort. Die Beerdigung eines zunächst vermissten und dann tot aufgefundenen Kindes im Dorf Abu Kabir südlich von Jaffa endete in Gewalt. Der Schriftsteller Josef Chaim Brenner wurde im Roten Haus, in dem die jüdische Familie Yatzkar isoliert wohnte, mit weiteren jüdischen Männern (Jehuda Yatzkar und sein Sohn Avraham Yatzkar, Zvi Gugig, Josef Luidor, Zwi Schatz) und zwei Bauern aus Nes Ziona gelyncht. Frauen und Kinder waren zuvor nach Tel Aviv evakuiert worden. Jüdische Einwohner rächten sich ihrerseits an arabischen Zivilisten.
Öffentliche Appelle zur Mäßigung des muslimischen Notabeln Scheich Sulaiman al-Taji al-Faruqi einerseits, und auch jüdischer Verantwortlicher andererseits, blieben ungehört. Die dreitägigen Auseinandersetzungen bewogen den britischen Gouverneur Herbert Samuel schließlich durch Flugzeuge der Royal Air Force arabische Menschenansammlungen und Schlüsselörtlichkeiten zu bombardieren. Das Kriegsrecht wurde ausgerufen, die Pressezensur verschärft. Samuel rief die britische Admiralität zur Entsendung von Kriegsschiffen vor die Küsten von Jaffa und Haifa an, die er als britische Machtdemonstration und als vorsorgliche Maßnahme begründete. Erst nach sieben Tagen hatte die britische Mandatsmacht die Lage wieder unter Kontrolle.

## Bewertungen und Folgen
Beide Seiten reklamierten einen „Pogrom“ der anderen Seite. Die britische Botschaft wertete das initial von Arabern verübte Massaker als spontan und unorganisiert. Die Auseinandersetzung zwischen Juden am Ersten Mai sei der Anlass gewesen. Das Konsulat der Vereinigten Staaten in Jerusalem berichtete nach Washington, dass das Massaker unabhängig davon stattgefunden habe. Der Police constable Adib Khayal wurde für die Tötung von 13 Jüdinnen und Juden angeklagt und zu einer 5-jährigen Gefängnisstrafe verurteilt. Sämtliche arabischen Polizisten und jüdischen Soldaten wurden entwaffnet. Herbert Samuel gelangte zu einer zunehmend skeptischen Beurteilung der Machbarkeit einer „jüdischen Heimstätte“ ohne die Zustimmung der Araber.
Ein britischer Untersuchungsbericht, der Haycraft Report, wurde im Herbst 1921 veröffentlicht. Er bezeichnete die arabischen Beteiligten als hauptverantwortlich für die Gewalt und kritisierte Jaffas Polizei, beschuldigte aber auch die zionistischen Entscheidungsträger, durch ihr Verhalten nicht zu einer Entspannung der Lage beigetragen zu haben. Die Briten bildeten 1922 bis 1926 die paramilitärische Palestine Gendarmerie, wofür sie die Royal Irish Constabulary und deren Auxiliaries von Irland nach Palästina verlegten, die sich wegen ihrer Erfahrung in der, letztlich erfolglosen, Aufstandsbekämpfung im Irischen Unabhängigkeitskrieg aus britischer Sicht für neue Aufgaben in Palästina zu eignen schienen. Herbert Samuel erwirkte nach den Unruhen die administrative Trennung des jüdischen Tel Aviv von der gemischten Stadt Jaffa. Es kam zu Verhaftungen und Landesverweisungen kommunistischer Parteimitglieder durch die Briten.